# Aphaniotis
Aphaniotis es un género de iguanios de la familia Agamidae. Sus especies son endémicas del sudeste Asiático.

## Especies
Se reconocen las 3 especies siguientes:
- Aphaniotis acutirostris Modigliani, 1889
- Aphaniotis fusca (Peters, 1864)
- Aphaniotis ornata (Lidth de Jeude, 1893)